# Maciejowice (powiat kozienicki)
Maciejowice – wieś sołecka w Polsce położona w województwie mazowieckim, w powiecie kozienickim, w gminie Głowaczów. Przez wieś przebiega droga krajowa nr .
| SIMC    | Nazwa    | Rodzaj                          |
| ------- | -------- | ------------------------------- |
| 0619604 | Dąbrówka | część wsi (zniesiona w 2023 r.) |
| 0619610 | Klin     | część wsi                       |
| 0619627 | Parowa   | część wsi                       |
| 0619633 | Podlas   | część wsi                       |

W latach 1975–1998 miejscowość należała administracyjnie do województwa radomskiego.
Wierni kościoła rzymskokatolickiego należą do parafii św. Bartłomieja w Brzózie.

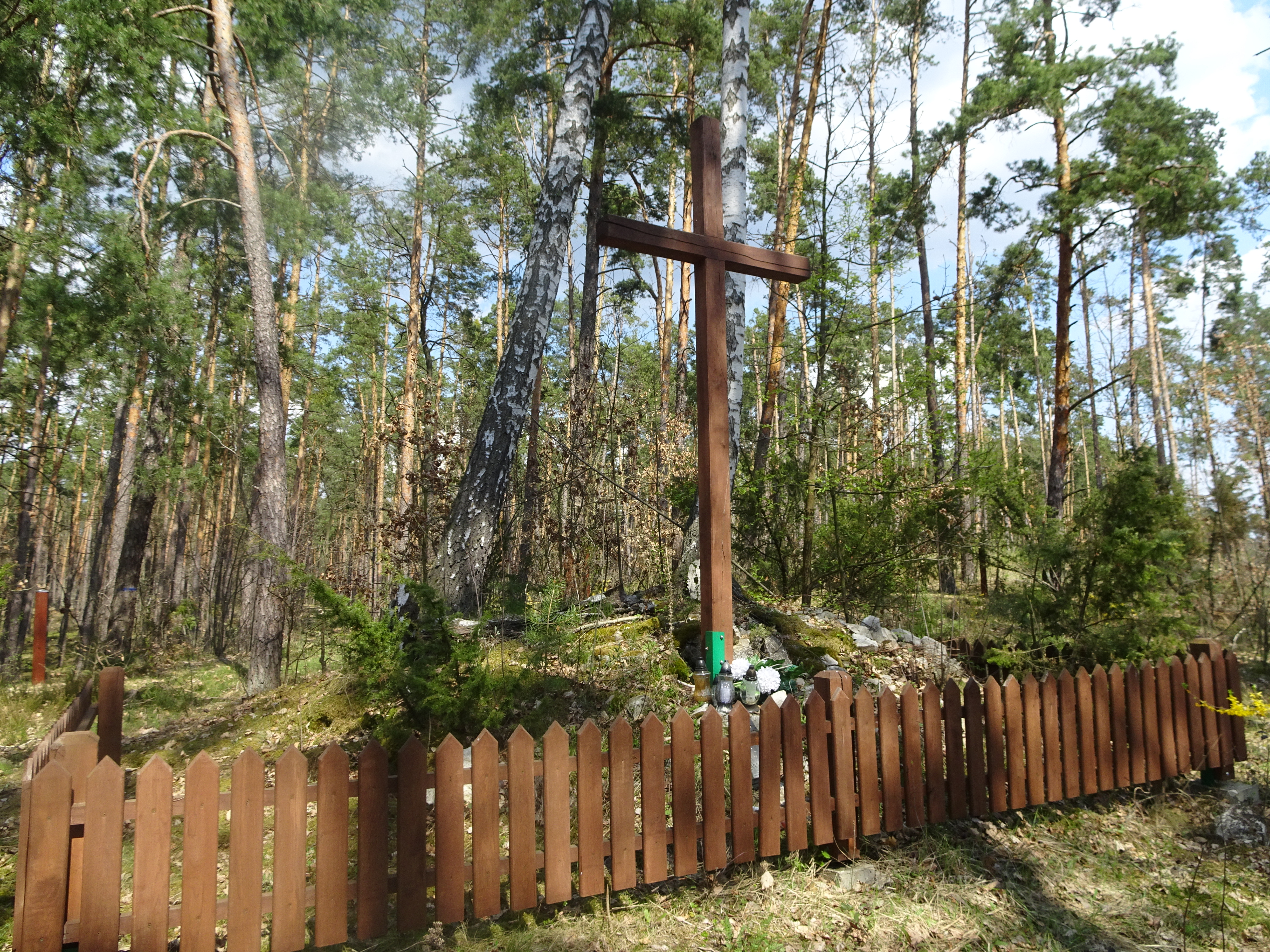
cmentarz wojenny z I wojny światowej

W pobliżu wsi znajduje się niewielki cmentarz wojenny, gdzie pochowani są żołnierze (z armii niemieckiej, austro-węgierskiej i rosyjskiej) polegli w dniach 21-26 października 1914 roku.